# Onion Creek
Onion Creek és una concentració de població designada pel cens dels Estats Units a l'estat de Texas. Segons el cens del 2000 tenia 2.116 habitants.

## Demografia
Segons el cens del 2000, Onion Creek tenia 2.116 habitants, 1.002 habitatges, i 742 famílies. La densitat de població era de 253,7 habitants/km².
Dels 1.002 habitatges en un 12,6% hi vivien nens de menys de 18 anys, en un 69,5% hi vivien parelles casades, en un 3,6% dones solteres, i en un 25,9% no eren unitats familiars. En el 21,9% dels habitatges hi vivien persones soles l'11,7% de les quals corresponia a persones de 65 anys o més que vivien soles. El nombre mitjà de persones vivint en cada habitatge era de 2,11 i el nombre mitjà de persones que vivien en cada família era de 2,41.
Per edats la població es repartia de la següent manera: un 10% tenia menys de 18 anys, un 3,4% entre 18 i 24, un 18% entre 25 i 44, un 40,3% de 45 a 60 i un 28,3% 65 anys o més.
L'edat mediana era de 55 anys. Per cada 100 dones de 18 o més anys hi havia 88,1 homes.
La renda mediana per habitatge era de 87.924 $ i la renda mediana per família de 97.151 $. Els homes tenien una renda mediana de 70.260 $ mentre que les dones 45.781 $. La renda per capita de la població era de 54.758 $. Aproximadament l'1% de les famílies i l'1,2% de la població estaven per davall del llindar de pobresa.

## Poblacions més properes
El següent diagrama mostra les poblacions més properes.